# Hassan Houbeib
El Hassan Houbeib (31 ottobre 1993) è un calciatore mauritano, difensore del FAR Rabat e della nazionale mauritana.

## Carriera

### Nazionale
Debutta con la nazionale mauritana il 27 luglio 2019 nel match di qualificazione per il campionato delle nazioni africane 2020 pareggiato 0-0 contro Capo Verde.
Nel gennaio 2021 viene incluso nella lista dei convocati per la coppa d'Africa 2021.

## Statistiche

### Cronologia presenze e reti in nazionale
| Cronologia completa delle presenze e delle reti in nazionale ― Mauritania | Cronologia completa delle presenze e delle reti in nazionale ― Mauritania | Cronologia completa delle presenze e delle reti in nazionale ― Mauritania | Cronologia completa delle presenze e delle reti in nazionale ― Mauritania | Cronologia completa delle presenze e delle reti in nazionale ― Mauritania | Cronologia completa delle presenze e delle reti in nazionale ― Mauritania | Cronologia completa delle presenze e delle reti in nazionale ― Mauritania | Cronologia completa delle presenze e delle reti in nazionale ― Mauritania |
| Data                                                                      | Città                                                                     | In casa                                                                   | Risultato                                                                 | Ospiti                                                                    | Competizione                                                              | Reti                                                                      | Note                                                                      |
| ------------------------------------------------------------------------- | ------------------------------------------------------------------------- | ------------------------------------------------------------------------- | ------------------------------------------------------------------------- | ------------------------------------------------------------------------- | ------------------------------------------------------------------------- | ------------------------------------------------------------------------- | ------------------------------------------------------------------------- |
| 16-7-2017                                                                 | Monrovia                                                                  | Liberia                                                                   | 0 – 2                                                                     | Mauritania                                                                | Qual. CHAN 2018                                                           | -                                                                         | 81’                                                                       |
| 23-7-2017                                                                 | Zouerate                                                                  | Mauritania                                                                | 0 – 1                                                                     | Liberia                                                                   | Qual. CHAN 2018                                                           | -                                                                         |                                                                           |
| 12-8-2017                                                                 | Nouakchott                                                                | Mauritania                                                                | 2 – 2                                                                     | Mali                                                                      | Qual. CHAN 2018                                                           | -                                                                         |                                                                           |
| 19-8-2017                                                                 | Bamako                                                                    | Mali                                                                      | 0 – 1                                                                     | Mauritania                                                                | Qual. CHAN 2018                                                           | -                                                                         |                                                                           |
| 27-7-2019                                                                 | Praia                                                                     | Capo Verde                                                                | 0 – 0                                                                     | Mauritania                                                                | Qual. CHAN 2020                                                           | -                                                                         |                                                                           |
| 3-6-2021                                                                  | Blida                                                                     | Algeria                                                                   | 4 – 1                                                                     | Mauritania                                                                | Amichevole                                                                | -                                                                         |                                                                           |
| 10-10-2021                                                                | Nouakchott                                                                | Mauritania                                                                | 0 – 0                                                                     | Tunisia                                                                   | Qual. Mondiali 2022                                                       | -                                                                         | 60’                                                                       |
| 13-11-2021                                                                | Lusaka                                                                    | Zambia                                                                    | 4 – 0                                                                     | Mauritania                                                                | Qual. Mondiali 2022                                                       | -                                                                         | 46’                                                                       |
| 16-11-2021                                                                | Nouakchott                                                                | Mauritania                                                                | 1 – 1                                                                     | Guinea Equatoriale                                                        | Qual. Mondiali 2022                                                       | -                                                                         |                                                                           |
| 30-12-2021                                                                | Abu Dhabi                                                                 | Mauritania                                                                | 0 – 0                                                                     | Burkina Faso                                                              | Amichevole                                                                | -                                                                         | 74’                                                                       |
| 4-1-2022                                                                  | Dubai                                                                     | Mauritania                                                                | 1 – 1                                                                     | Gabon                                                                     | Amichevole                                                                | -                                                                         |                                                                           |
| 12-1-2022                                                                 | Limbé                                                                     | Mauritania                                                                | 0 – 1                                                                     | Gambia                                                                    | Coppa d'Africa 2021 - 1º turno                                            | -                                                                         | 80’                                                                       |
| 16-1-2022                                                                 | Limbé                                                                     | Tunisia                                                                   | 4 – 0                                                                     | Mauritania                                                                | Coppa d'Africa 2021 - 1º turno                                            | -                                                                         |                                                                           |
| 24-9-2022                                                                 | Mohammédia                                                                | Mauritania                                                                | 1 – 0                                                                     | Benin                                                                     | Amichevole                                                                | -                                                                         |                                                                           |
| 27-9-2022                                                                 | Mohammédia                                                                | Rep. del Congo                                                            | 0 – 2                                                                     | Mauritania                                                                | Amichevole                                                                | -                                                                         |                                                                           |
| 20-6-2023                                                                 | Agadir                                                                    | Sudan                                                                     | 0 – 3                                                                     | Mauritania                                                                | Qual. Coppa d'Africa 2023                                                 | 1                                                                         | 87’                                                                       |
| 9-9-2023                                                                  | Nouakchott                                                                | Mauritania                                                                | 2 – 1                                                                     | Gabon                                                                     | Qual. Coppa d'Africa 2023                                                 | -                                                                         | 7’, 85’                                                                   |
| 17-10-2023                                                                | Casablanca                                                                | Mauritania                                                                | 1 – 2                                                                     | Burkina Faso                                                              | Amichevole                                                                | -                                                                         |                                                                           |
| 15-11-2023                                                                | Kinshasa                                                                  | RD del Congo                                                              | 2 – 0                                                                     | Mauritania                                                                | Qual. Mondiali 2026                                                       | -                                                                         |                                                                           |
| 23-1-2024                                                                 | Bouaké                                                                    | Mauritania                                                                | 1 – 0                                                                     | Algeria                                                                   | Coppa d'Africa 2023 - 1º turno                                            | -                                                                         | 67’                                                                       |
| 29-1-2024                                                                 | Abidjan                                                                   | Capo Verde                                                                | 1 – 0                                                                     | Mauritania                                                                | Coppa d'Africa 2023 - Ottavi di finale                                    | -                                                                         |                                                                           |
| 22-3-2024                                                                 | Marrakech                                                                 | Mali                                                                      | 2 – 0                                                                     | Mauritania                                                                | Amichevole                                                                | -                                                                         |                                                                           |
| 26-3-2024                                                                 | Agadir                                                                    | Marocco                                                                   | 0 – 0                                                                     | Mauritania                                                                | Amichevole                                                                | -                                                                         | 74’ 90’                                                                   |
| 9-6-2024                                                                  | Nouakchott                                                                | Mauritania                                                                | 0 – 1                                                                     | Senegal                                                                   | Qual. Mondiali 2026                                                       | -                                                                         |                                                                           |
| 7-9-2024                                                                  | Nouakchott                                                                | Mauritania                                                                | 1 – 0                                                                     | Botswana                                                                  | Qual. Coppa d'Africa 2025                                                 | -                                                                         |                                                                           |
| 10-9-2024                                                                 | Praia                                                                     | Capo Verde                                                                | 2 – 0                                                                     | Mauritania                                                                | Qual. Coppa d'Africa 2025                                                 | -                                                                         |                                                                           |
| 11-10-2024                                                                | Il Cairo                                                                  | Egitto                                                                    | 2 – 0                                                                     | Mauritania                                                                | Qual. Coppa d'Africa 2025                                                 | -                                                                         | 46’ 51’                                                                   |
| 15-10-2024                                                                | Nouakchott                                                                | Mauritania                                                                | 0 – 1                                                                     | Egitto                                                                    | Qual. Coppa d'Africa 2025                                                 | -                                                                         |                                                                           |
| 15-11-2024                                                                | Francistown                                                               | Botswana                                                                  | 1 – 1                                                                     | Mauritania                                                                | Qual. Coppa d'Africa 2025                                                 | -                                                                         | 77’                                                                       |
| 19-11-2024                                                                | Nouakchott                                                                | Mauritania                                                                | 1 – 0                                                                     | Capo Verde                                                                | Qual. Coppa d'Africa 2025                                                 | -                                                                         |                                                                           |
| Totale                                                                    |                                                                           | Presenze                                                                  | 30                                                                        |                                                                           | Reti                                                                      | 1                                                                         |                                                                           |